# Marie-Thérèse Morlet
Marie-Thérèse Morlet (Guise, Aisne, 18 de novembre de 1913 - 9 de juliol de 2005) va ser una filòloga investigadora francesa especialista en onomàstica.
Va ser alumna d'Albert Dauzat, es va doctorar en lletres amb una tesi sobre l'antroponímia de la Picardia (concretament de la regió fronterera de la Thiérache) (1967) i la tesi complementària sobre el vocabulari de la Xampanya (1967; publicada 1969) i va ser investigadora al CNRS des de 1953 (investigadora honorària des de 1991). A més de nombrosos articles en revistes, es coneix per dues obres principals: Les Noms de personne sur le territoire de l'ancienne Gaule du VIe au XIIe siècle, inventari de noms de persona de l'alta edat mitjana a la Gàl·lia, dividit en volums (noms d'origen germànic, noms de persona d'origen llatí i un darrer volum de noms de persona continguts en topònims, en forma d'índex). I el Dictionnaire étymologique des noms de famille que reprèn i amplia el d'Albert Dauzat, amb el qual ella havia ja col·laborat en les darreres edicions. També va completar el Dictionnaire étymologique des noms de lieux en France d'Albert Dauzat i Charles Rostaing, en la seva reedició de 1978.
Compilà també una bibliografia dels estudis d'onomàstica francesa fins a 1970.

## Obra
- Toponymie de la Thiérache, París, Artrey, 1957, 137 p.
- Étude d'anthroponymie picarde : les noms de personne en Haute Picardie aux XIIIe, XIVe, XVe siècles, Amiens, Musée de Picardie, 1967, 468 p.
- Le Vocabulaire de la Champagne septentrionale au Moyen âge : essai d'inventaire méthodique, París, Klincksieck, 1969, 429 p. Col·lecció « Bibliothèque française et romane. Série A, Manuels et études linguistiques »
- Les Noms de personne sur le territoire de l'ancienne Gaule du VIe au XIIe siècle, 1968, 1972 i 1985
- Les Études d'onomastique en France : de 1938 à 1970, París, Société d'études linguistiques et anthropologiques de France, 1981, 214 p ISBN 2-85297-070-8.
- Dictionnaire étymologique des noms de famille. Paris, Perrin, 1991, 983 p. ISBN 2-262-00812-4, 2a edició 1997, 1032 p. ISBN 2-262-01350-0.
- « Terrier de la Seigneurie du Marquais. Étude Onomastique » in Source picarde / Hommage à René Debrie, Centre d'études picardes de l'Université de Picardie-Jules-Verne n° XLV / Eliktra, Association culturelle picarde n° LXX, Amiens, 1992, p. 141-164.
- "Les noms de personne du Puy-en-Velay en 1367" in: Cahiers de la Haute-Loire. Le Puy-en-Velay 1999.